# 德圖爾村 (密西根州)
德圖爾村（英語：DeTour Village）是位於美國密西根州契皮瓦縣的一個村。

## 人口
根據2020年美國人口普查的數據，德圖爾村的面積為21.70平方千米，當中陸地面積為9.18平方千米，而水域面積為12.52平方千米。當地共有人口263人，而人口密度為每平方千米12人。